# Liste der Biografien/Mati
Liste der Biografien |
Portal Biografien |
Personensuche
# |
A |
B |
C |
D |
E |
F |
G |
H |
I |
J |
K |
L |
M |
N |
O |
P |
Q |
R |
S |
T |
U |
V |
W |
X |
Y |
Z |
?
 
Ma |
Mb |
Mc |
Md |
Me |
Mf |
Mg |
Mh |
Mi |
Mj |
Mk |
Ml |
Mm |
Mn |
Mo |
Mp |
Mq |
Mr |
Ms |
Mt |
Mu |
Mv |
Mw |
Mx |
My |
Mz
 
Maa |
Mab |
Mac |
Mad |
Mae |
Maf |
Mag |
Mah |
Mai |
Maj |
Mak |
Mal |
Mam |
Man |
Mao |
Map |
Maq |
Mar |
Mas |
Mat |
Mau |
Mav |
Maw |
Max |
May |
Maz
 
Mata |
Matb |
Matc |
Mate |
Matf |
Math |
Mati |
Matj |
Matk |
Matl |
Matm |
Matn |
Mato |
Matr |
Mats |
Matt |
Matu |
Matv |
Matw |
Maty |
Matz
Die Liste der Biografien führt alle Personen auf, die in der deutschsprachigen Wikipedia einen Artikel haben. Dieses ist eine Teilliste mit 117 Einträgen von Personen, deren Namen mit den Buchstaben „Mati“ beginnt.

## Mati
- Mati, Ambroise (* 1999), deutscher Footballspieler
- Mati, Francesco (1561–1623), italienischer Maler

### Matia
- Matiakh, Ariane (* 1980), französische DirigentinAriane Matiakh (* 1980)

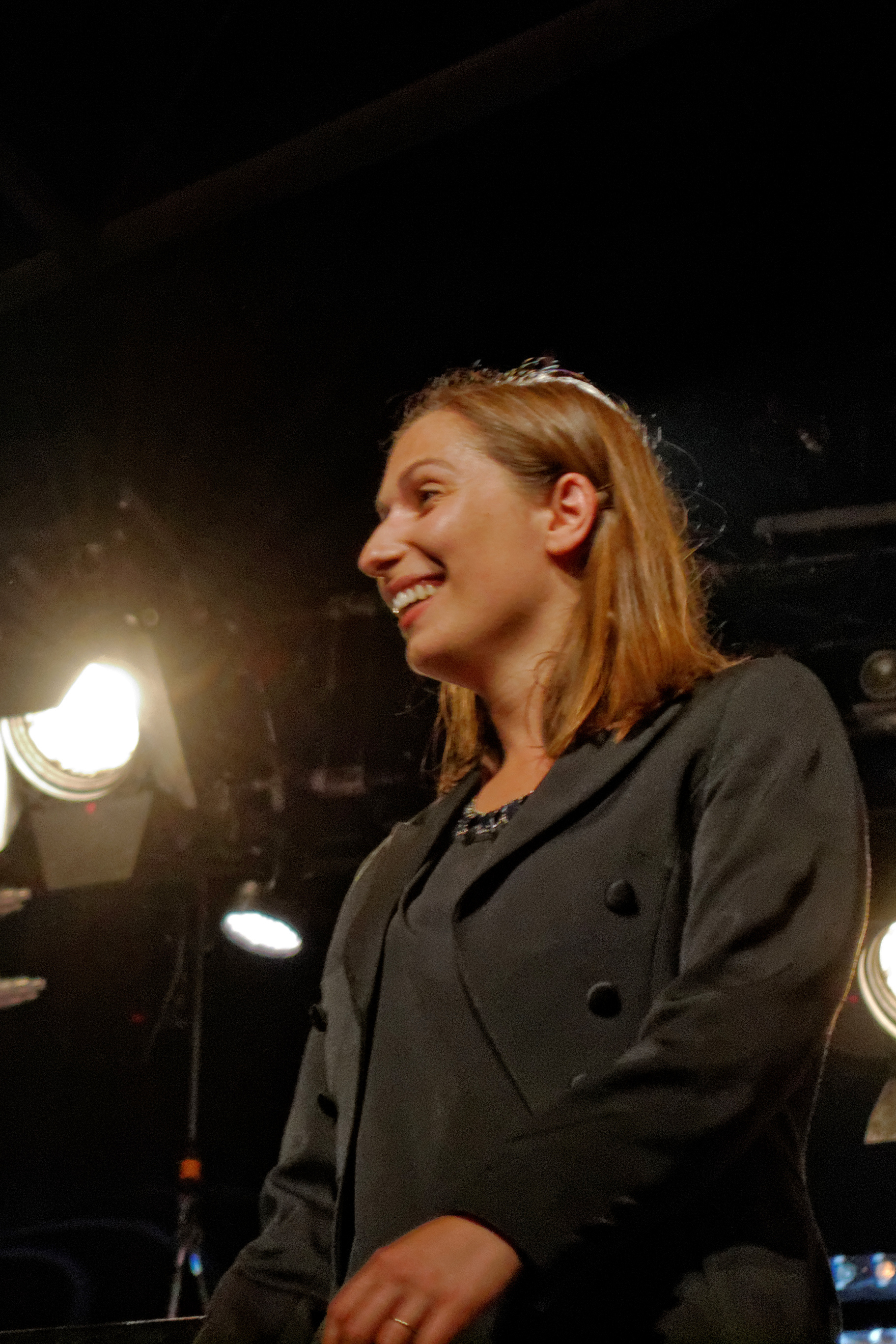
Ariane Matiakh (* 1980)

- Matias, Barbara (* 1987), französische Badmintonspielerin
- Matias, Edmílson (* 1974), brasilianischer Fußballspieler
- Matias, João (* 1991), portugiesischer Radsportler
- Matias, Marco (* 1975), portugiesischer Sänger
- Matias, Marisa (* 1976), portugiesische Politikerin
- Matías, Mónica (* 1996), puerto-ricanische Tennisspielerin
- Matías, Subriel (* 1992), puerto-ricanischer Boxer
- Matias, Yann (* 1996), luxemburgischer Fußballspieler
- Matias, Yossi, israelischer Informatiker
- Matiasek, Hellmuth (1931–2022), österreichischer Regisseur und Intendant
- Matiasek, Veronika (* 1958), österreichische Politikerin (FPÖ), Landtagsabgeordnete
- Matiaske, Frank (* 1966), deutscher Landrat
- Matiaske, Wenzel (* 1958), deutscher Sozial- und Wirtschaftswissenschaftler und Hochschullehrer
- Matiaško, Marek (* 1977), slowakischer Biathlet
- Matiaško, Miroslav (* 1982), slowakischer Biathlet
- Matiasovits, Julian (* 1983), deutscher Fußballspieler

### Matic
- Matić, Andrija (* 1996), serbisch-deutscher Basketballspieler
- Matić, Barbara (* 1994), kroatische Judoka
- Matić, Boris (* 2004), serbischer Fußballspieler
- Matić, Dejan, Sprachwissenschaftler

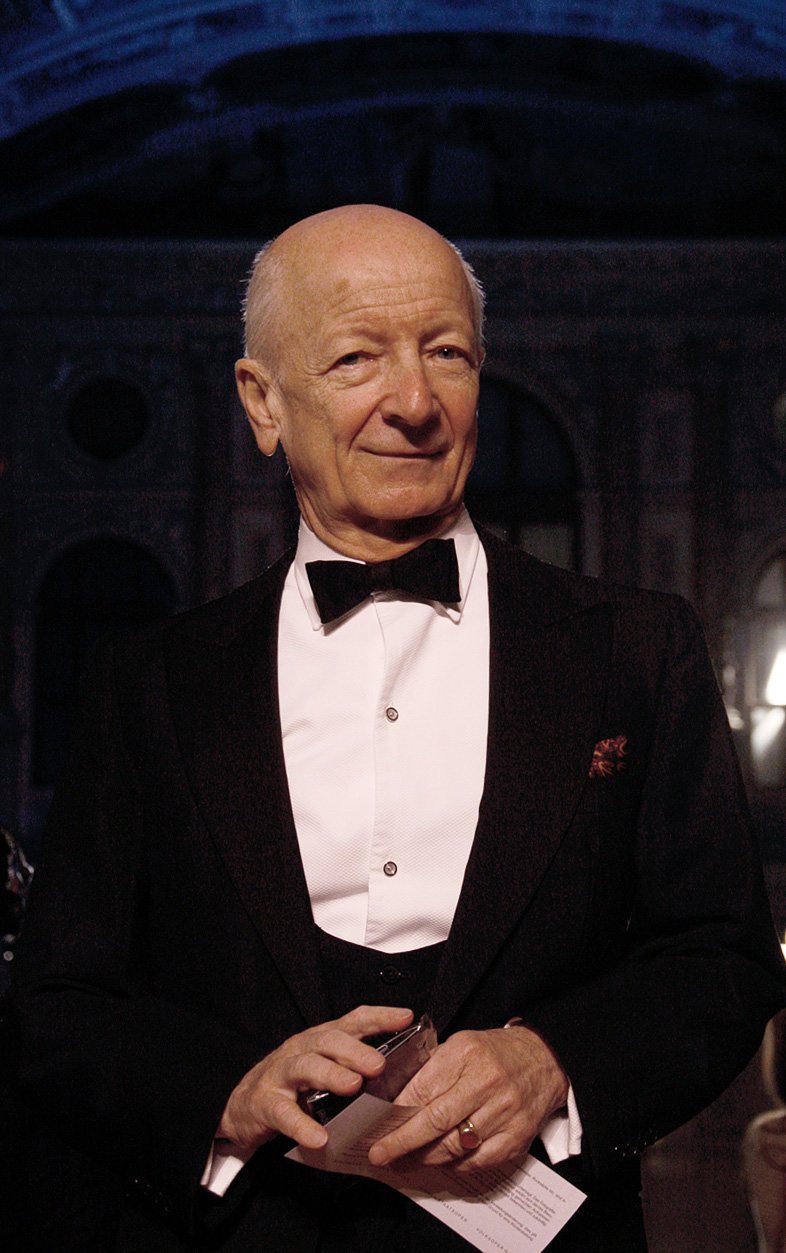
Peter Matić (1937–2019)

- Matić, Dejan (* 1978), bosnisch-serbischer Sänger
- Matić, Mario (* 1979), deutsch-kroatischer Basketballspieler und -trainer
- Matić, Mateo (* 1996), Schweizer Fussballspieler
- Matić, Nada (* 1984), serbische Behindertensportlerin im Tischtennis
- Matić, Nemanja (* 1988), serbischer Fußballspieler
- Matic, Ognjen (* 1989), australischer Handballspieler
- Matić, Paul (* 1967), österreichischer Schauspieler
- Matić, Petar (* 1920), jugoslawischer General und Politiker
- Matić, Peter (1937–2019), österreichischer Schauspieler und SynchronsprecherPeter Matić (1937–2019)
- Matić, Saša (* 1978), bosnisch-serbischer Folksänger
- Matić, Stipe (* 1979), kroatischer Fußballspieler
- Matić, Tijana (* 1996), serbische Fußballspielerin
- Matić, Uroš (* 1990), serbisch-mazedonisch-bulgarischer Fußballspieler
- Matić, Veran (* 1962), serbischer Journalist, Vorsitzender der Vereinigung Unabhängiger Elektronischer Medien ANEM und Leiter des Radiosenders B92
- Matić, Veselin (* 1960), serbischer Basketballtrainer
- Matić, Vidoje (* 1996), deutscher Futsalspieler und Fußballspieler serbischer Abstammung
- Matić, Vladan (* 1970), serbischer Handballspieler und -trainer
- Matičević, Mišel (* 1970), kroatisch-deutscher SchauspielerMišel Matičević (* 1970)

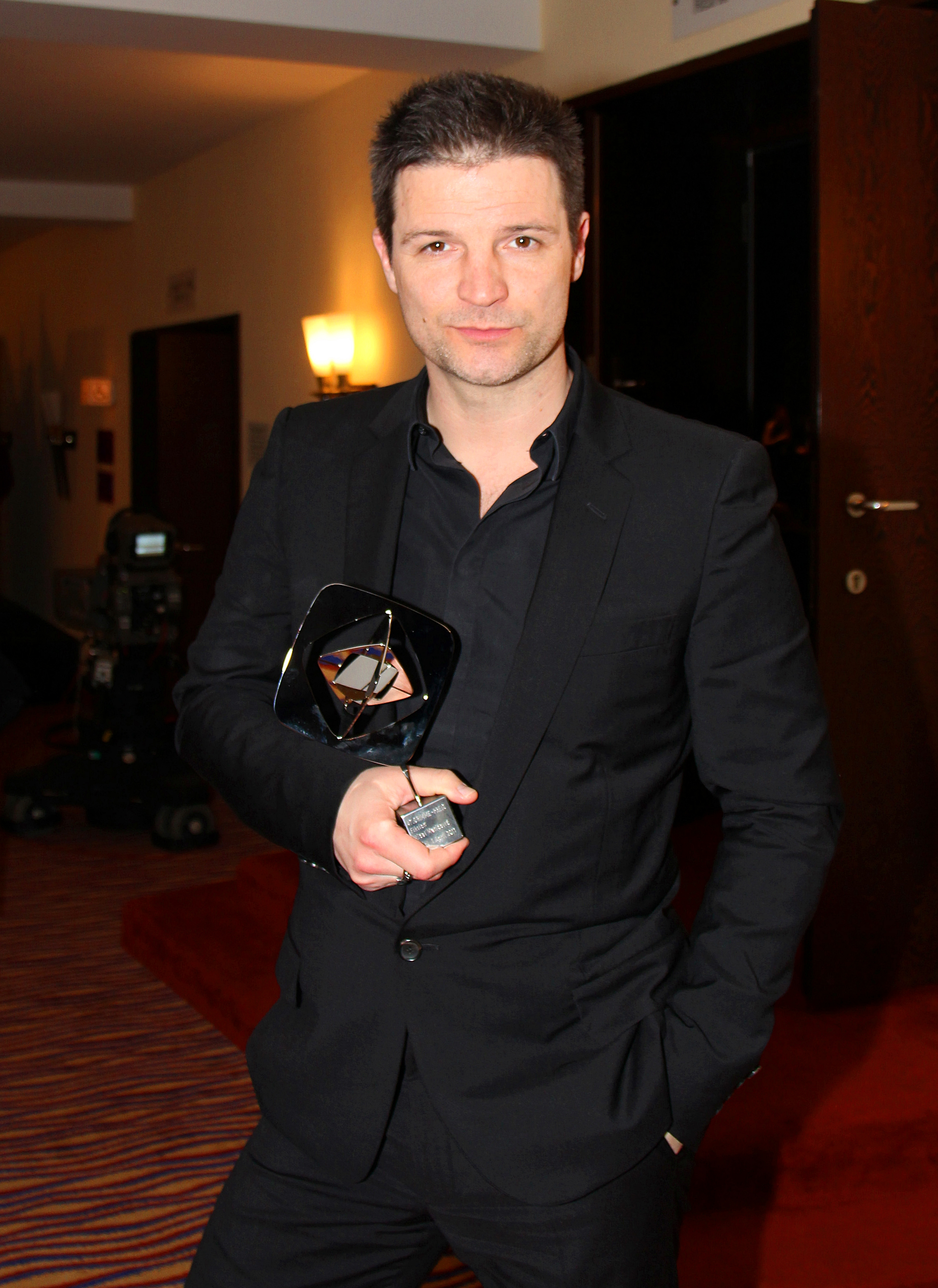
Mišel Matičević (* 1970)

- Matichak, Andi (* 1994), US-amerikanische Schauspielerin
- Matičič, Janez (1926–2022), slowenischer Komponist, Dirigent, Pianist und Hochschullehrer
- Matická, Nicole (* 1993), slowakische Basketballspielerin
- Matický, Oto (* 1963), slowakisch-österreichischer Basketballspieler

### Matid
- Matidia († 119), Nichte des römischen Kaisers Trajan

### Matie
- Matiebel, Robert (* 1973), deutscher Fußballspieler und Sportreporter
- Matiegka, Wenzel († 1830), tschechischer Komponist
- Matieli, Patrícia (* 1988), brasilianische Handballspielerin
- Matienzo, Carlota (1881–1926), puerto-ricanische Lehrerin und Feministin
- Maties, Martin (* 1976), deutscher Rechtswissenschaftler und Hochschullehrer
- Matieu, Maurice (1934–2017), französischer Kunstmaler, Buchautor und Herausgeber

### Matig
- Matignon, François Antoine (1753–1818), französisch-amerikanischer Geistlicher, Pionier der katholischen Kirche in Neuengland
- Matignon, Pierre (1943–1987), französischer Radrennfahrer

### Matii
- Matiisen, Arnold (1906–1992), estnischer Fußballnationalspieler

### Matij
- Matija Radivojević, bosnischer König
- Matijašević, Filip (* 1996), kroatischer Fußballspieler
- Matijass, Julia (* 1973), deutsche Judoka russischer Herkunft
- Matijassewitsch, Juri Wladimirowitsch (* 1947), russischer Mathematiker
- Matijenko, Anna Anatoljewna (* 1981), russische Volleyballspielerin
- Matijević, Ivica (* 1968), jugoslawischer Maler und Bildhauer
- Matijević, Krešimir (* 1975), deutscher Althistoriker
- Matijevic, Michael (* 1964), kroatisch-US-amerikanischer RocksängerMichael Matijevic (* 1964)

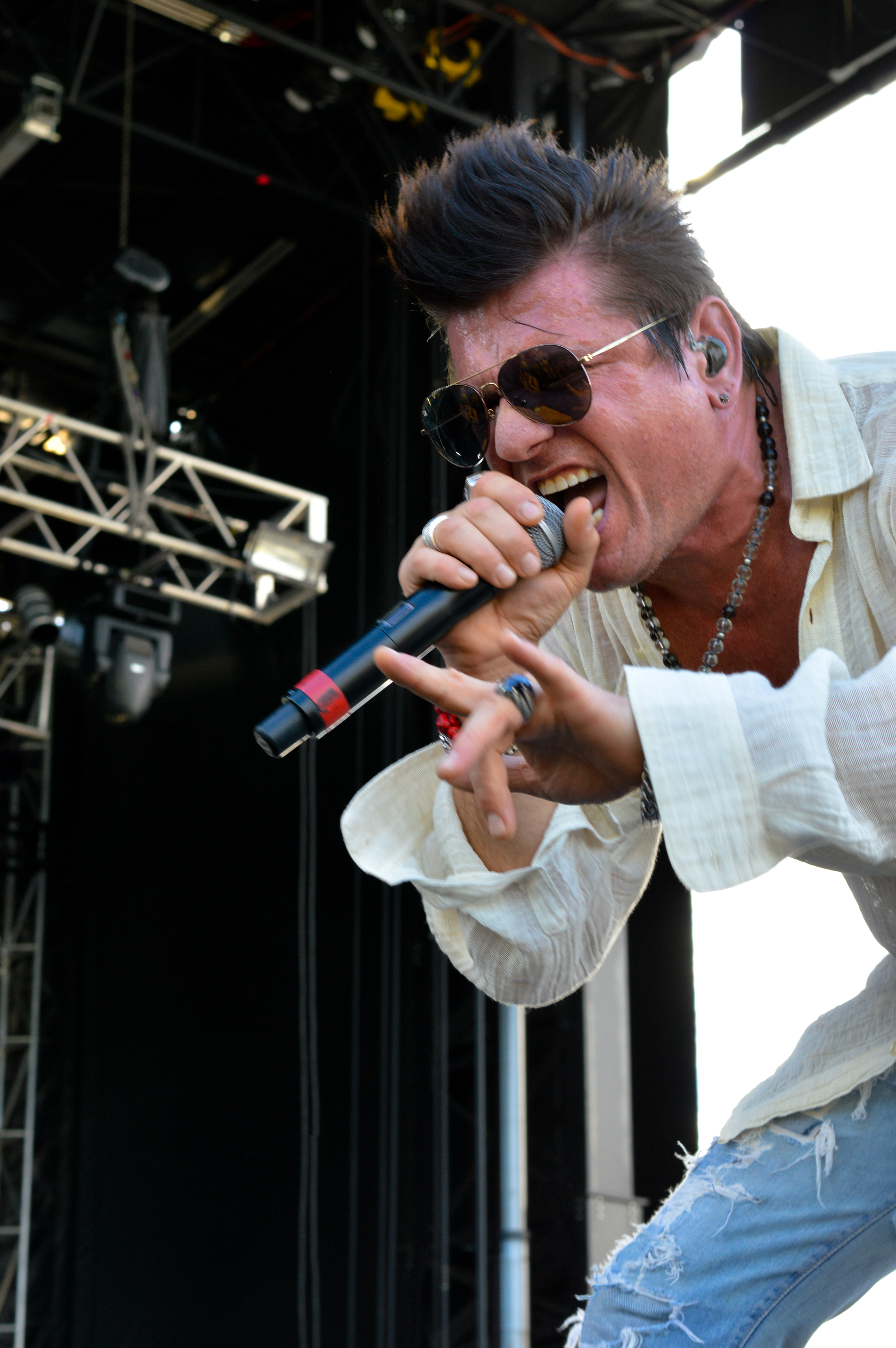
Michael Matijevic (* 1964)

- Matijević, Vladan (* 1962), serbischer Schriftsteller
- Matijewskaja, Jelena Gennadjewna (* 1961), sowjetische Ruderin
- Matijošaitis, Marius (* 1992), litauischer Politiker (Laisvės partija)
- Matijošaitis, Visvaldas (* 1957), litauischer Unternehmer

### Matik
- Matikainen, Pentti (1950–2025), finnischer Eishockeyspieler, -trainer und -funktionär
- Matikainen, Petri (* 1967), finnischer Eishockeyspieler und -trainer
- Matikainen-Kallström, Marjo (* 1965), finnische Skilangläuferin und Politikerin, Mitglied des Reichstags, MdEP
- Matiko, Marie (* 1971), US-amerikanische Schauspielerin

### Matil
- Matilainen, Kalle (1899–1985), finnischer Langstreckenläufer
- Matilainen, Martti (1907–1993), finnischer Hindernis- und Mittelstreckenläufer
- Matilda (1102–1167), Gemahlin des deutschen Kaisers Heinrich V.Matilda (1102–1167)

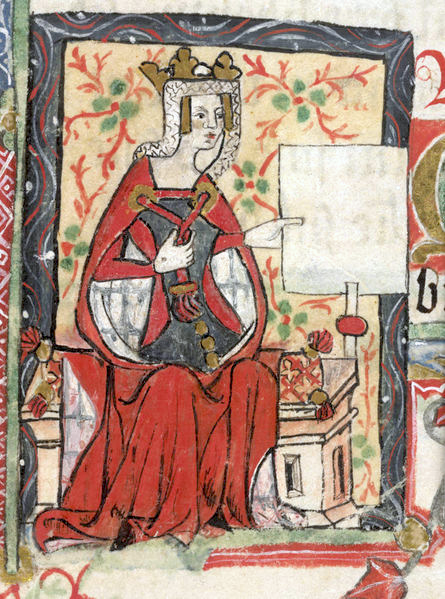
Matilda (1102–1167)

- Matilda of Lancaster († 1377), englische Adlige
- Matilda Plantagenet, Countess of Leicester (1339–1362), englische Adelige, Herzogin von Straubing-Holland
- Matilda von Amboise († 1256), Gräfin Chartres
- Matilda, Countess of Angus, schottische Adelige
- Matile, Erica (* 1957), Schweizer Modedesignerin, Stylistin und Buchautorin
- Matile, Philippe (1932–2011), Schweizer Botaniker
- Matile-Dörig, Franziska (* 1992), Schweizer Paracyclerin
- Matiliauskas, Rolandas, litauischer Politiker
- Matilu, Abednego (* 1968), kenianischer Leichtathlet

### Matin
- Matin, Andra (* 1962), indonesischer Architekt
- Matin, M. (1937–2012), bangladeschischer Mediziner und Politiker
- Matin-Daftari, Ahmad (1896–1971), iranischer Jurist, Universitätsprofessor, Justizminister und Premierminister Irans
- Matina, Leone (1611–1678), Abt, Gelehrter und Hochschullehrer
- Matinen, Jukka (* 1978), finnischer Basketballspieler
- Matinier, Jean-Louis (* 1963), französischer Akkordeonspieler
- Matintalo, Johanna (* 1996), finnische Skilangläuferin

### Matio
- Matios, Maria (* 1959), ukrainische Schriftstellerin und Politikerin

### Matip
- Matip, Joel (* 1991), deutsch-kamerunischer FußballspielerJoel Matip (* 1991)

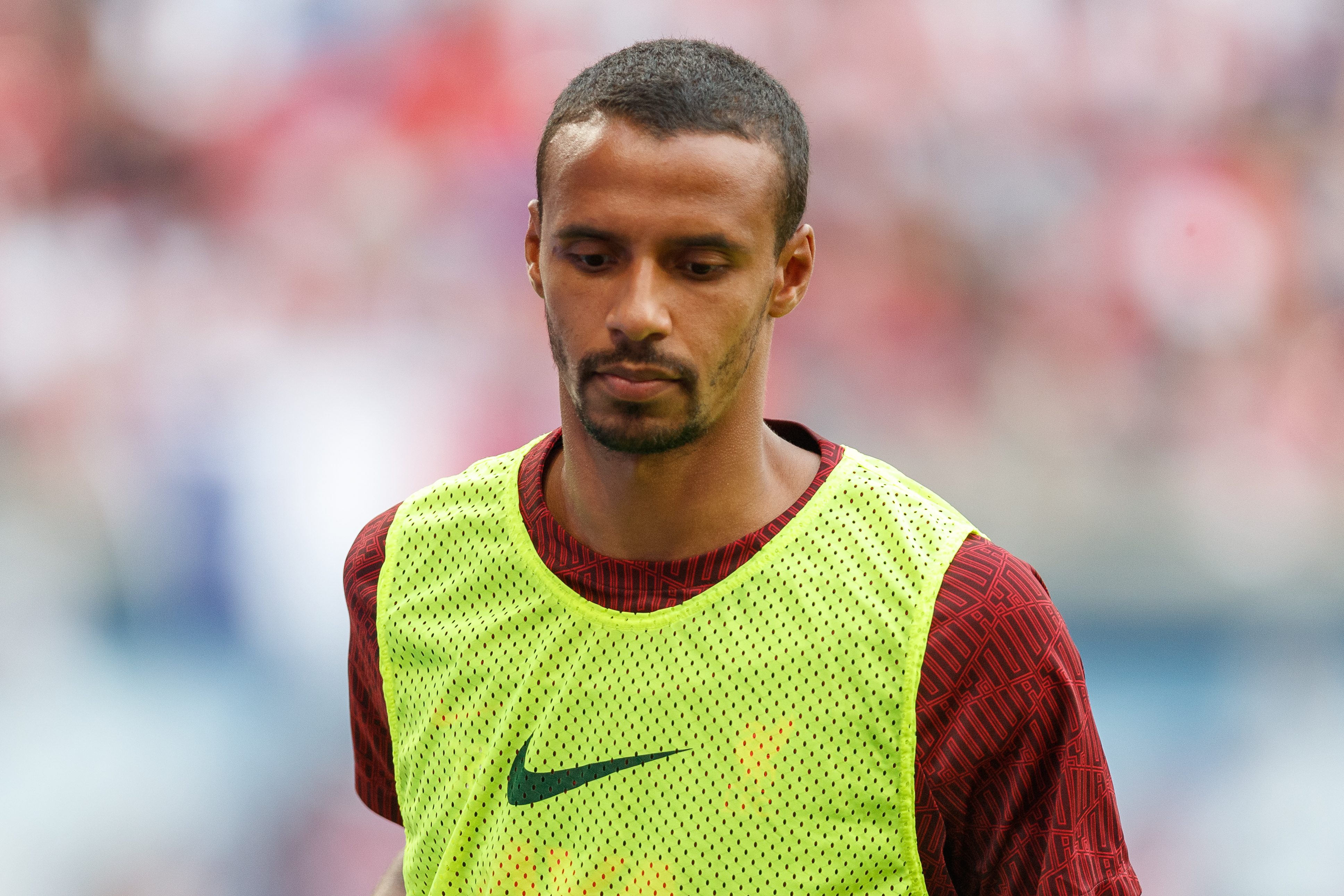
Joel Matip (* 1991)

- Matip, Marie-Claire (* 1938), kamerunische Autorin
- Matip, Marvin (* 1985), kamerunisch-deutscher Fußballspieler

### Matis
- Matis, Clark (* 1946), US-amerikanischer Skilangläufer
- Matis, Herbert (* 1941), österreichischer Wirtschaftshistoriker
- Matischak, Klaus (* 1938), deutscher Fußballspieler
- Matisic, André (* 1992), deutscher Rennfahrer
- Matison, Christine (* 1951), australische Tennisspielerin
- Matisons, Hermanis (1894–1932), lettischer Schachspieler
- Matisse, Henri (1869–1954), französischer Maler, Grafiker, Zeichner und BildhauerHenri Matisse (1869–1954)

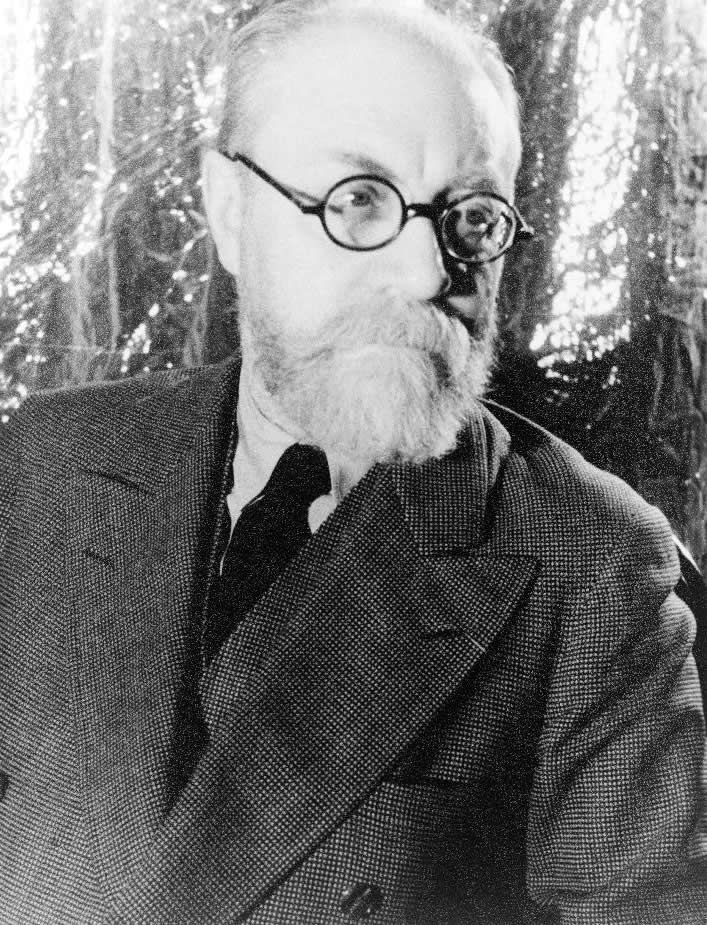
Henri Matisse (1869–1954)

- Matisse, Paul (* 1933), US-amerikanischer Künstler
- Matisse, Pierre (1900–1989), französisch-US-amerikanischer Galerist
- Matisse, Sophie (* 1965), US-amerikanische Malerin
- Matissek, Max (* 1987), österreichischer Freestyle-Windsurfer
- Matissek, Reinhard (* 1952), deutscher Lebensmittelchemiker
- Matissen, Fjodor Andrejewitsch (1872–1921), russischer Polarforscher
- Matisyahu (* 1979), US-amerikanischer Reggae-, Hip-Hop-, Rock-Musiker

### Matit
- Matitiahu, Margalit (* 1935), israelische Dichterin
- Matitz, Sandro (* 1987), Schweizer Gras- und Alpinskiläufer

### Matiu
- Matius, Gaius, Freund Caesars und Ciceros
- Matius, Gnaeus, römischer Dichter

### Matix
- Matix, William (1951–1986), US-amerikanischer Schwerverbrecher

### Matiy
- Matiyenga, Tinotenda (* 1999), simbabwischer Leichtathlet

### Matiz
- Matiz Atencio, Alexander (* 1960), kolumbianischer römisch-katholischer Geistlicher, Bischof von Buga
- Matiz, Leo (1917–1998), kolumbianischer Fotograf und Karikaturist
- Matiz, Mabel (* 1985), türkischer Popsänger